# Via Al-Muizz
Via Al-Muizz li-Din Allah al-Fatimi (in arabo شارع المعز لدين الله الفاطمي‎?), semplicemente Al-Muizz è una delle vie più note di Il Cairo storica che prende il nome da quello del quarto califfo fatimide. Con una concentrazione enorme di monumenti, è un autentico museo a cielo aperto. 
Via Al-Miuzz inizia con Bab al-Futuh intersecandosi con via Al-Azhar finendo a sud con Bab Zuwayla.

## Descrizione
Al-Muizz è una strada lunga più di un kilometro e fu costruita, circa nel 969, dal generale fatimide Jawhar al-Siqilli. Presenta monumenti di tutte le epoche della storia islamica in Egitto, includendo i suq (mercati) di Al-Attariin (il mercato delle spezie), di Al-Kheiamiya (il mercato delle tende) e Khan al-Khalili, oltre ai diversi complessi palaziali di Al-Ghuryia.

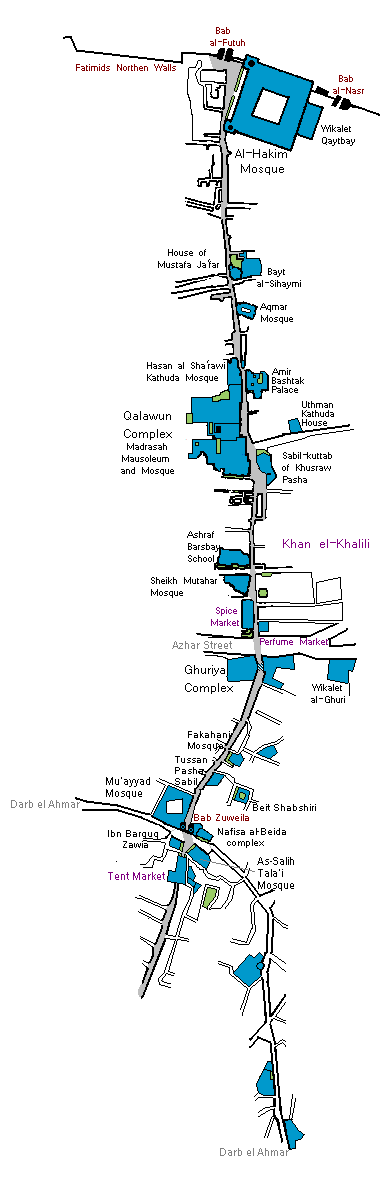
Mappa di via Al-Muizz